# Марксизм-ленінізм
Маркси́зм-леніні́зм — офіційна державна ідеологія Радянського Союзу після 1924 року і переважна ідеологія більшості урядів на чолі з комуністичними партіями протягом XX століття. Марксизм-ленінізм був розроблений у 1920-х роках після смерті Володимира Леніна і спирався на елементи більшовизму, ортодоксального марксизму та ленінізму. Cпосіб правління та марксистсько-леніністська політика, реалізована Йосипом Сталіним з 1927 по 1953 рік, має назву сталінізм.
У 1930-х роках марксизм-ленінізм став ідеологією партій III Інтернаціоналу; після закінчення Другої світової війни марксизм-ленінізм було встановлено як ідеологію режимів Східного блоку. У тітоїстській Югославії, СРСР та його сателітах після початку десталінізації марксизм-ленінізм був перероблений, але збережений як державна ідеологія.
Прихильники називають марксизм-ленінізму «цілісним філософським, економічним та політичним вченням» або «наукою соціалістичної революції» та побудови робітничим класом на чолі з його авангардом — КПРС соціалістичного суспільства та комунізму. На противагу, марксизм-ленінізм критикується як із правих, так і з деяких лівих позицій. У критичних оцінках його характеризують як догматичну тоталітарну ідеологію, ревізію оригінальних ідей марксизму, і культ. Зазначається також, що самі поняття «ленінізм» та «марксизм-ленінізм» не існували за життя Леніна, і були розроблені Сталіним з політичною з метою відокремлення від інших комуністичних течій, таких як троцькізм. Марксизм-ленінізм активно піддається критиці з боку антисталінської лівиці.

## Основний підхід до історії людства
Згідно з марксистсько-ленінським підходом, на якому побудовано філософію історичного матеріалізму, історія людства розвивається відповідно до певних правил — фаз та етапів — від первіснообщинного ладу до комунізму, який вважається вищою та найбільш гуманною формою суспільства, яка революційним шляхом буде замінювати капіталізм по всьому світу. Рушійною силою суспільного перетворення є «робітничий клас», «авангардом» якого є комуністична партія, яка є «партією нового типу», що характеризує «демократичний централізм».

## Структура
Внаслідок обробки Леніним і Сталіним похідних ідей Маркса та Енгельса утворилася така конструкція, що складається з великих блоків, які в СРСР називалися самостійними науками:
1. Діалектичний матеріалізм — яким, власне, сам Маркс не цікавився;
2. Історичний матеріалізм — зарахований наприкінці 1970-х років до діалектичного матеріалізму та тлумачений як поширення принципів останнього на сферу суспільних явищ;
3. «Політична економія соціалізму» — на відміну від класичної політичної економії або «політичної економії капіталізму» ніколи так і не була конституйована в наукових економічних поняттях.
4. «Науковий комунізм» — комуністичне пророцтво або «соціальне прогнозування», яке то оголошувало побудову комунізму справою найближчих десятиліть, то навпаки — відсувало його на «історично осяжний період»[15].

А також з менших блоків, які звалися окремими «вченнями»:
1. «Вчення Леніна про імперіалізм як останню стадію капіталізму» — мало за мету пристосувати старий (XIX ст.) опис капіталізму до реалій XX ст. і, всупереч фактам, відстояти стару ідею, що загальна криза капіталізму продовжує поглиблюватися;
2. «Вчення про класову боротьбу робітничого класу» та про «всесвітню соціалістичну революцію»;
3. «Вчення про партію нового типу» — доктрина партії комуністів-«більшовиків» та пов'язаного з цією партією революційного руху, що розвинена Леніном і не має жодного відношення до ортодоксального марксизму;

## Конкретизація принципів на практиці
Комуністичні ідеологи та прихильники представляли марксизм-ленінізм, як «цілісну наукову систему» знань. Згідно з деякими сучасними критичними поглядами марксизм-ленінізм — це еклектичний та суперечливий конгломерат різних поглядів, які з часу свого створення не відповідають об'єктивній дійсності. Комуністична партія Радянського Союзу (КПРС), користуючись цим «вченням», була змушена змінювати тези з нього відповідно до політичної ситуації або багаторазово їх міняти, згідно з політичною кон'юнктурою.
Незмінним залишалось центральне ядро марксизму-ленінізму:
- Влада в країні повинна належати одній — комуністичній партії. Влада ця повинна мати монопольний характер — жодного реального поділу державних політичних інститутів на законодавчу, виконавчу чи судову владу («диктатура пролетаріату»). Влада розподіляється та делегується зверху-вниз (принцип «демократичного централізму»).
- Суспільство існує і розвивається за планом, накресленим партією (див. Програма КПРС). Не може бути жодного змагання ідей, тобто не може бути жодної іншої конкурентної комуністичній ідеології;
- Заради збереження цієї влади підходять будь-які методи.
- Всі сфери людського суспільного життя — економічна діяльність і господарська власність, культура та добробут, духовне життя та ідеологія — повинні бути підпорядковані й підконтрольні центральній монопольній владі (див. Тоталітаризм).

## Суспільна функція
Функціонально марксизм-ленінізм виконував такі ролі у суспільстві:
- Державна доктрина Радянського Союзу та його правлячої партії (КПРС);
- Ідеологія соціалізму, як перехідного етапу до комунізму;
- Навчальна дисципліна.

Партійно-державні інституції, в чиїй компетенції були контроль та тлумачення марксизму-ленінізму, їхня ієрархія:
- Ідеологічний відділ ЦК КПРС на чолі з генеральним секретарем — одним із членів Політбюро ЦК КПРС та відповідні відділи у ЦК КП союзних республік; відділи пропаганди та агітації центральних партійних органів.
- Інститут марксизму-ленінізму, рос. ИМЛ (раніше: Інститут Маркса-Енгельса-Леніна, рос. ИМЭЛ) — головна теоретична інстанція; Академія суспільних наук при ЦК КПРС (рос. АОН) — центральний науково-навчальний заклад. Центральна та республіканські Вищі партійні школи (рос. ВПШ) — навчально-наукові заклади
- Чисельні кафедри марксизму-ленінізму та підпорядкованих дисциплін у всіх цивільних та військових ВНЗах СРСР всіх рангів та профілів.

Дисциплінарно марксизм-ленінізм поділявся на такі фахи:
- Історичний матеріалізм
- Діалектичний матеріалізм (або матеріалістична діалектика)
- Науковий комунізм
- Політична економія соціалізму
- Науковий атеїзм
- Історія КПРС

У структуру марксизму-ленінізму традиційно входили ортодоксальний марксизм, тобто наукові праці та економічні дослідження Карла Маркса та Фрідріха Енгельса, ленінізм, тобто наукові праці В. Леніна та ідеї регіональних ідеологів, що трансформувалися на користь еліти, що володарювала в той або інший період.

## Інституції
Головною теоретичною та науково-методологічною інституцією, що контролювала марксисько-ленінську ідеологію в СРСР, був Інститут марксизму-ленінізму (раніше «Інститут Маркса-Енгельса-Леніна») при ЦК КПРС. Периферійними підрозділами були численні кафедри «марксизму-ленінізму», «марксисько-ленінської філософії» та «наукового комунізму» — у всіх без винятку державних цивільних та військових вищих навчальних закладах. Відповідні наукові ступені та звання «кандидата» та «доктора наук» були наявні в номенклатурі Вищої атестаційної комісії.
Викладання та розробка марксизму-ленінізму як «наукової» дисципліни відбувалася:
- як у відкритих загальних державних вищих навчальних закладах (цивільних або військових);
- так і у власних (закритих) вищих навчальних закладах КПРС, а саме: в структурі Вищих партійних шкіл ЦК КПРС та Центральних Комітетів компартій союзних республік; та в Академії суспільних наук при ЦК КПРС в Москві.

## Критика
- Бертран Рассел мав комуністичні погляди та побував в СРСР в 1920-у році, де познайомився з Леніним, Троцьким, Горьким і Блоком. Спочатку підтримав прихід більшовиків до влади:

|  | Більшовизм містить в собі елементи величного соціального експерименту від якого залежить майбутнє людства. |

Проте змінив свої погляди, стверджуючи, що «все ще залишається комуністом»:
|  | Якщо більшовизм виявиться єдиним сильним і діючим конкурентом капіталізму, то я переконаний, що не буде створено ніякого соціалізму, а запанують лише хаос і руйнування. <...> Більшовизм не просто політична доктрина, він ще й релігія зі своїми догматами і священними писаннями. |

## Першоджерела
- К.Маркс, Ф.Енгельс. Твори. — 2-е видання
- В. І. Ленін. Повне зібрання творів. — 5-е видання. рос.мовою
- И. В. Сталин. Вопросы ленинизма. — М.: Госполитиздат. 11-е изд., 1945. (рос.)
- Програма КПРС. 3-я редакція.